# Cuando me enamoro
"Cuando me enamoro" é uma canção do cantor espanhol de música pop Enrique Iglesias com a participação do dominicano Juan Luis Guerra, lançada em 26 de abril de 2010,  como o primeiro single do seu nono álbum de estúdio, Euphoria (2010). A canção é usada como tema principal da novela mexicana do mesmo título estrelando Silvia Navarro e Juan Soler. Esta é a terceira vez (Por amarte em Marisol e Nunca Te Olvidaré com a música homônima) que uma canção de Enrique é escolhida como tema principal de uma novela da Televisa.

## Vídeo musical
O vídeo musical foi filmado com Guerra num colégio em Jersey City, New Jersey, teve como director Jessy Terrero.
Na história do vídeo, Iglesias e Guerra são as estrelas para cantarem numa escola. O vídeo musical simples começa quando o director do colégio apresenta-os aos estudantes e eles começam a cantar, durante o vídeo, ele mostra uma história de amor entre dois estudantes. O vídeo tem a participação da actriz de Ugly Betty Ana Ortiz como a directora do colégio. O vídeo inteiro estreou no Vevo.com em 21 de Maio de 2010.

## Faixas
- Download digital

1. Cuando Me Enamoro (Enrique Iglesias, Descemer Bueno) - 3:21

## Desempenho nas Paradas
| Parada (2010)                           | Posição |
| --------------------------------------- | ------- |
| Espanha - (PROMUSICAE)                  | 1       |
| Estados Unidos - US (Hot Latin Songs)   | 1       |
| Estados Unidos - US (Latin Pop Songs)   | 1       |
| Estados Unidos - US (Billboard Hot 100) | 89      |
| Guatemala - (Guatemala Top 40)          | 1       |
| México - (Mexican Singles Chart)        | 1       |
| Paraguai - (Paraguay Music Charts)      | 3       |
| Venezuela - (Venezuela Singles Chart)   | 54      |
| Venezuela - (Venezuela Latin Chart)     | 15      |